# Friedrich Sohns
Friedrich Ludwig Adolf Sohns (* 7. Dezember 1870 in Berschweiler bei Baumholder; † 20. Juli 1919 in Saarbrücken) war ein deutscher Bürgermeister und im Ersten Weltkrieg Regimentskommandeur an der Westfront.

## Leben
Friedrich Sohns war der Sohn des Kaufmanns Friedrich Jakob Sohns (* 1837) und dessen Ehefrau Henriette Amalie Guhl (1838–1873). Nach dem Besuch der Oberprima und dem Militärdienst als Einjährig-Freiwilliger nahm er als Volontär in verschiedenen Bürgermeistereien seine Tätigkeiten auf. Von 1892 bis 1899 war er bei der Königlich Preußischen Regierung in Trier als außerplanmäßiger Beamtenanwärter eingesetzt. Am 2. August 1899 folgte die Einsetzung zum Bürgermeister von Eppelborn im Landkreis Neunkirchen. Damit war er zugleich Verwalter der Landbürgermeisterei Dirmingen, ein Ortsteil von Eppelborn. Am 22. März 1914 wurde er zum Hauptmann der Landwehr des XXI. Armee-Korps, „Saarbrücker Korps“ genannt, ernannt. Zuvor war er als Bürgermeister in den Landbürgermeistereien Uchtelfangen in Illingen und Völklingen eingesetzt und wurde 1908 zum Bürgermeister von Völklingen gewählt.
Im Oktober 1914 wurde Sohns zum Kommandeur des I. Landwehr-Bataillons Saarbrücken ernannt und bis März 1915 in Belgien eingesetzt. Bis zur Versetzung an die Ostfront Ende 1915 nahm er Verwaltungstätigkeiten in der Zivilverwaltung in Metz wahr. Dort wurde er kriegsverwundet und kam an die Westfront zurück, wo er Kommandeur verschiedener Regimenter war. Ende Mai 1919 wurde Sohns durch die französische Militärregierung wegen angeblicher Kriegsverbrechen verhaftet und ins Militärgefängnis Saarbrücken gebracht, wo er am 20. Juli 1919 durch Selbstmord aus dem Leben schied.

## Familie
Am 15. Mai 1899 heiratete Friedrich Sohns in Metz Carolina Haldy (1877–1945), mit der er die Kinder Anna Amalie Karola Ottilie (1900–1971), Friedrich Karl Hans (1907–1990) und Gisela Maria (1914–2002) bekam.

## Auszeichnungen
- 1915 Eisernes Kreuz II. Klasse
- 1917 Rote Kreuz-Orden II. Klasse